# Murshidia
Murshidia ist eine Gattung der zu den Fadenwürmern gehörenden Strongyliden mit 30 Arten. Sie sind Parasiten im Dickdarm bei Elefanten, Nashörnern und Warzenschweinen.

## Merkmale
Die Mundöffnung wird von zwei Seitenlippen umgeben, die jeweils eine festsitzende seitliche und subventrale Papille tragen. Die Mundhöhle ist zylindrisch und im Querschnitt rund. Der Ösophagus ist kurz und erweitert sich im Bereich des Nervenrings, sein Ende hat drei Klappen. Die Hals- und Kopfdrüsen sind gut entwickelt. Die Halspapillen sind schlank und lang und ragen kopfwärts. Männchen werden kopfwärts der Bursa copulatrix deutlich dicker. Ihr Dorsallappen ist durch eine tiefe Spalte geteilt, beide sind jeweils dreigeteilt. Die beiden Spicula sind gleich, ihr Kopf ist wie ein Golfschläger gebogen. Weibchen haben einen langen spitzen Schwanz. Die Vulva liegt kurz vor dem Anus. Die kurze Vagina zieht kopfwärts und teilt sich in die beiden Uteri, die in die gleiche Richtung verlaufen und einen Ovijektor besitzen. Die Uteri gehen kopfwärts in die Eierstöcke über.
Gattungspezifische Charakteristika ein einzelner Strahlenkranz (Corona radiata), der lange Schwanz und die kurze Vagina bei Weibchen sowie die einfach gebauten Spiculaspitzen.

## Arten
Das Interim Register of Nonmarine and Marine Genera listet folgende Arten:
- Murshidia africana (Neveu-Lemaire, 1924)
- Murshidia africana Lane, 1921
- Murshidia anisa Khalil, 1922
- Murshidia aziza Khalil, 1922
- Murshidia bozasi Neveu-Lemaire, 1924
- Murshidia brachyscelis Mönnig, 1926
- Murshidia brevicapsulatus Mönnig, 1926
- Murshidia brevicaudata Neveu-Lemaire, 1928
- Murshidia dawoodi Khalil, 1932
- Murshidia didieri Neveu-Lemaire, 1924
- Murshidia hadia Khalil, 1922
- Murshidia hamata Daubney, 1923
- Murshidia linstowi Khalil, 1922
- Murshidia longibursa (Neveu-Lemaire, 1924)
- Murshidia longicaudata Neveu-Lemaire, 1928
- Murshidia loxodontae Neveu-Lemaire, 1928
- Murshidia memphisia Khalil, 1922
- Murshidia murshida Lane, 1914
- Murshidia neveulemairei Weinberg, 1925
- Murshidia omoensis Neveu-Lemaire, 1924
- Murshidia pugnicaudata Leiper, 1909
- Murshidia raillieti Neveu-Lemaire, 1924
- Murshidia rhinocerotis (Neveu-Lemaire, 1924)
- Murshidia soudanensis Neveu-Lemaire, 1928
- Murshidia talcitera Cobbold, 1882
- Murshidia veulemairei Witenburg, 1925
- Murshidia vuylstekae Chabaud & Rousselot, 1956
- Murshidia zeltneri Neveu-Lemaire, 1924